# Nemesoroszi
Nemesoroszi (szlovákul Kukučínov) község Szlovákiában, a Nyitrai kerület Lévai járásában. Kispeszek tartozik hozzá.

## Fekvése
Lévától 22 km-re, délkeletre fekszik.

## Története

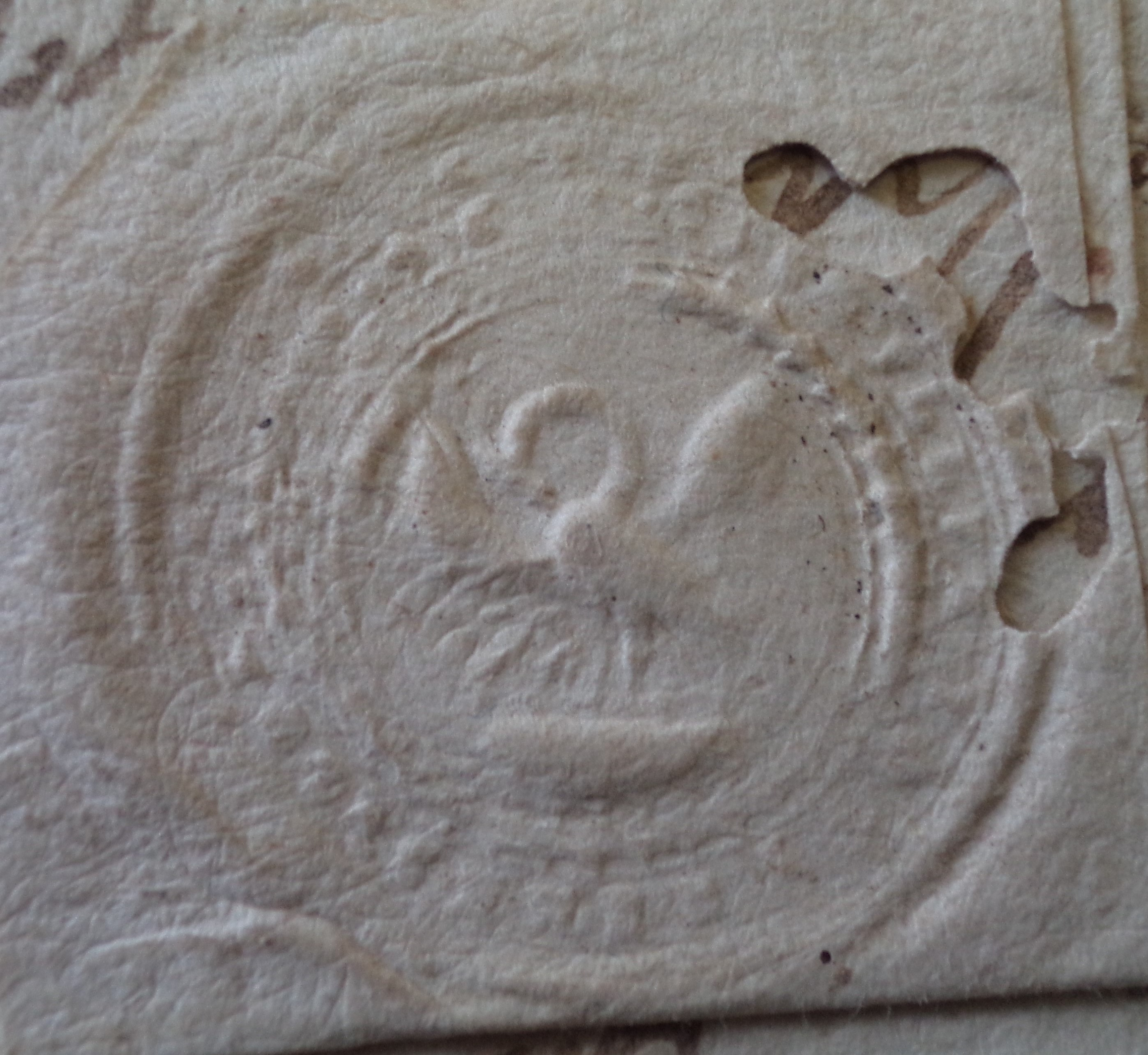
Nemesoroszi legkorábbi ismert pecsétje 1696-ból (1758-ban)
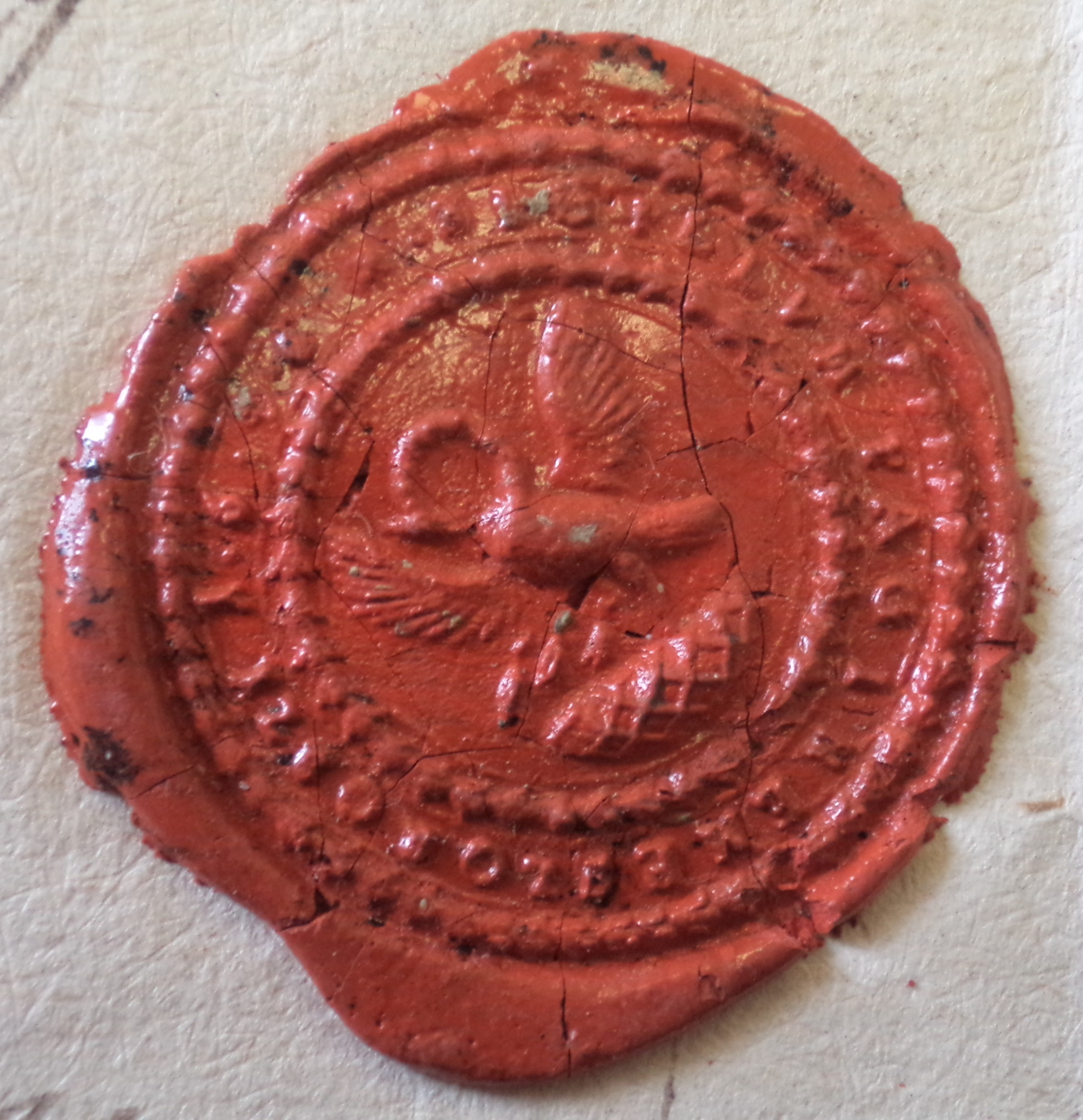
1758

1293-ban "Vruzi" néven említik először. Kezdetben helyi nemesek birtoka, később a Kazy és Litassy családé.[forrás?] 1601-ben az esztergomi érsekség a birtokosa. Lakói főként mezőgazdasággal foglalkoztak. A faluban egyházi nemesek éltek.
Vályi András szerint "Nemes Oroszi, és Kis Oroszka. Két magyar faluk Bars Várm. földes Urai Kis Oroszkának, a’ Lekéri Apáturaság, amannak pedig több Urak, fekszenek amaz Lévához más fél mértföldnyire; ez pedig Lekérnek szomszédságában, mellynek filiája, határjok jó, földgyeik termékenyek, malma egyiknek helyben, piatzok három, fájok réttyek, legelőjök van."
Fényes Elek szerint "Nemes-Oroszi, magyar falu, Bars vmegyében, Honth vmegye szélén: 297 kath., 180 ref. lak. Kath. és ref. anyatemplomok. Lakosai sok marhát nevelnek, s fát a Garam füzeseiben kapnak. A verebélyi praed. székhez tartozik. Ut. p. Léva."
A trianoni békeszerződésig Bars vármegye Lévai járásához tartozott. A két világháború között Gúta, Szímő és Nemesoroszi magyar lakossága politikai céllal kapott rövid lejáratú bérleti szerződésre földet. Az első bécsi döntéstől (1938) a második világháború végéig (1945) ismét Magyarországhoz tartozott. 1962-ben Kispeszeket csatolták hozzá.

## Népessége
| Év:            | 1994. | 2004.   | 2014.   | 2024.   |
| -------------- | ----- | ------- | ------- | ------- |
| Emberek száma: | 612   | 599     | 619     | 564     |
| Eltérés:       |       | -2,12 % | +3,33 % | -8,88 % |

| Év:            | 2023. | 2024.   |
| -------------- | ----- | ------- |
| Emberek száma: | 571   | 564     |
| Eltérés:       |       | -1,22 % |

1828-ban 48 házában 305 lakos élt.
1880-ban 711 lakosából 558 magyar, 109 egyéb és 17 szlovák anyanyelvű volt.
Kispeszek 111 lakosából 99 magyar és 4 szlovák anyanyelvű volt. Ebből 95 római katolikus, 12 református és 4 izraelita vallású volt.
1890-ben 754 lakosából 735 magyar, 11 német és 4 szlovák anyanyelvű volt.
Kispeszek 125 lakosából 120 magyar és 5 szlovák anyanyelvű volt.
1900-ban 797 lakosából 792 magyar és 3 szlovák anyanyelvű volt.
Kispeszek 110 lakosából 107 magyar és 2 szlovák anyanyelvű volt.
1910-ben 914 lakosából 896 magyar, 11 német és 7 szlovák anyanyelvű volt. Ebből 676 római katolikus, 208 református, 27 izraelita, 2 evangélikus és 1 görög katolikus vallású volt.
Kispeszek 114 lakosa mind magyar anyanyelvű volt.
1921-ben 869 lakosából 849 magyar és 17 csehszlovák volt.
Kispeszek 94 lakosából 87 magyar és 7 csehszlovák volt.
1930-ban 908 lakosából 607 magyar, 220 egyéb, 65 csehszlovák és 13 állampolgárság nélküli volt.
Kispeszek 104 lakosából 90 magyar és 12 csehszlovák volt.
1941-ben 961 lakosából 956 magyar és 5 szlovák volt.
Kispeszek 105 lakosa mind magyar volt. Ebből 102 magyar, 2 szlovák és 1 német anyanyelvű volt.
1991-ben 598 lakosából 230 magyar és 361 szlovák volt.
2001-ben 595 lakosából 388 szlovák és 194 magyar volt.
2011-ben 626 lakosából 447 szlovák és 162 magyar volt. Ebből 175 magyar, 435 szlovák és 9 cseh anyanyelvű volt.
2021-ben 587 lakosából 418 (+5) szlovák, 97 (+5) magyar, 1 (+5) cigány, 7 egyéb és 64 ismeretlen nemzetiségű volt.

## Híres emberek
- Itt született 1853-ban Kazy János ügyvéd és országgyűlési képviselő, Bars vármegye főispánja.
- Itt született 1855-ben Szobonya Mihály festő.
- Itt született 1856-ban Kazy József politikus, államtitkár, huszáralezredes.
- Itt született 1932-ben Ozsvald Árpád költő.

## Nevezetességei

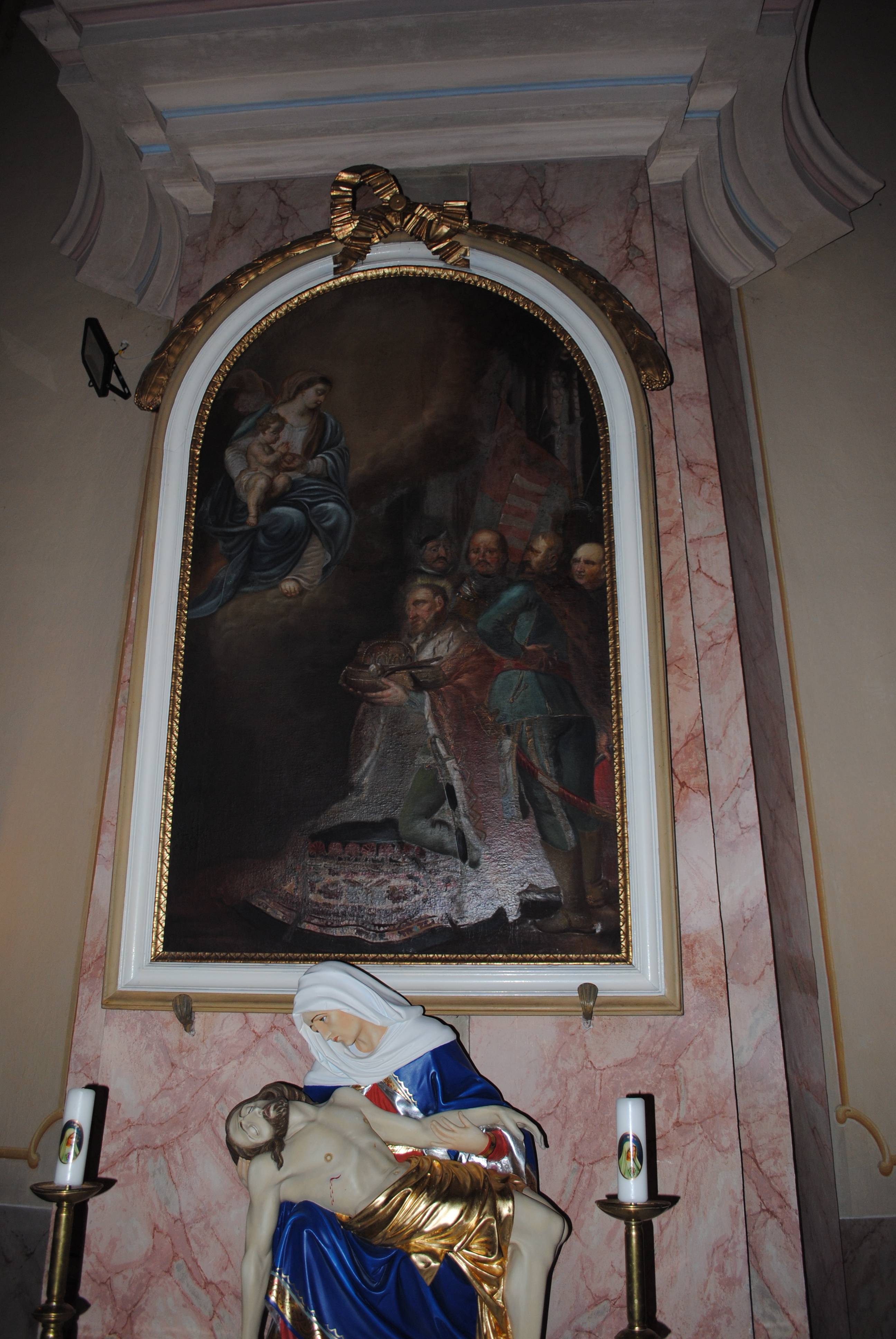
Szent István kép a Nagyboldogasszony templomban

- A Nagyboldogasszony tiszteletére szentelt, római katolikus temploma 1775-ben épült, barokk-klasszicista stílusban.
- Református temploma 1785-ben vagy 1786-ban épült. Előtte fatemploma volt, melyet 1692-ben építettek újjá. 1788-ban kőtornyot kapott.[9]
- Parkkal övezett nemesi kúriája a 18. század végén létesült.
- Határában terül el a Hlohyňa Tájvédelmi Terület egyedülálló növény és állatvilággal.
- A faluban található két kisemléket az 1848-ban pusztítő nagy tűz emlékére emelték, mikor a falu nagyobb része leégett. Egyik egy Szent Flórián szobor, a másik egy magaslatra állított vaskereszt.